# Khvicha Kvaratskhelia
Khvicha Kvaratskhelia (tiếng Gruzia: ხვიჩა კვარაცხელია, đã Latinh hoá: khvicha k'varatskhelia, gọi tắt là Kvara, sinh ngày 12 tháng 4 năm 2001) là một cầu thủ bóng đá chuyên nghiệp người Gruzia hiện đang thi đấu ở vị trí tiền đạo cánh cho câu lạc bộ Ligue 1 Paris Saint-Germain và đội tuyển bóng đá quốc gia Gruzia. Nổi tiếng nhờ lối chơi giàu kỹ thuật, tốc độ, khả năng rê bóng xuất sắc, khả năng kiến thiết lối chơi tốt và nhãn quan chiến thuật siêu hạng, anh được đánh giá là một trong những tiền đạo cánh xuất sắc nhất thế giới trong thế hệ của mình.

## Sự nghiệp câu lạc bộ

### Sự nghiệp ban đầu
Đến từ hệ thống đào tạo trẻ, Kvaratskhelia bắt đầu sự nghiệp cấp cao của mình tại Dinamo Tbilisi vào năm 2017, có trận ra mắt cấp cao trước Kolkheti-1913 Poti, vào sân thay người ở phút thứ 62 trong trận hòa 1–1 vào ngày 29 tháng 9 năm 2017. Tổng cộng, Kvaratskhelia đã thực hiện năm lần ra sân trên mọi đấu trường cho Dinamo Tbilisi, ghi bàn thắng đầu tiên trong chiến thắng 1–0 trước Shukura Kobuletivào ngày 18 tháng 11 năm 2017.
Nhờ những màn trình diễn của anh ấy cho đội U-17 Gruzia, Kvaratskhelia đã trở thành người đầu tiên giành được huy chương vàng Aleksandre Chivadze mới được giới thiệu vào năm 2017, được Liên đoàn bóng đá Gruzia trao tặng hàng năm cho các cầu thủ trẻ tài năng. Năm sau, anh nhận được huy chương bạc cho màn trình diễn của mình cho đội cho U-19 Gruzia.
Vào tháng 3 năm 2018, Kvaratskhelia rời Dinamo Tbilisi do tranh chấp hợp đồng và sau đó ký hợp đồng với Rustavi theo dạng chuyển nhượng tự do. Vào tháng 4 năm 2018, Kvaratskhelia là đối tượng được nhà vô địch Đức Bayern Munich quan tâm và dự khán trận hòa 0–0 của Bayern trước Sevilla trong trận tứ kết UEFA Champions League. Trong mùa giải Erovnuli Liga 2018, Kvaratskhelia đã ghi ba bàn sau 18 lần ra sân cho Rustavi.
Năm 2018, The Guardian đã vinh danh Kvaratskhelia trong số 60 cầu thủ trẻ xuất sắc nhất thế giới.

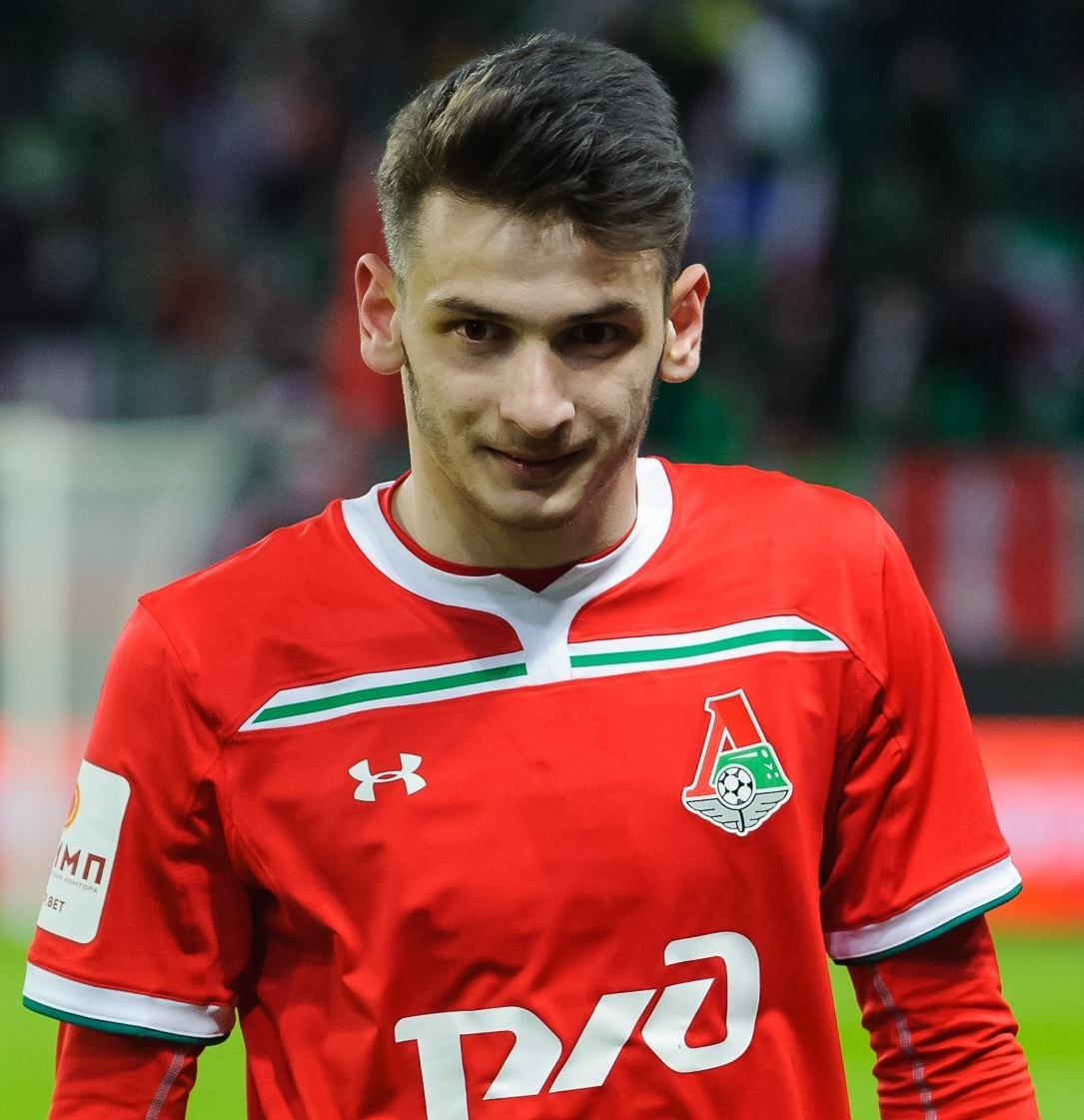
Kvaratskhelia thi đấu cho Lokomotiv Moscow năm 2019

Vào ngày 15 tháng 2 năm 2019, Kvaratskhelia gia nhập câu lạc bộ tại Ngoại hạng Nga (RPL) Lokomotiv Moscow dưới dạng cho mượn. Anh ra mắt giải đấu vào ngày 10 tháng 3 khi vào sân thay cho Jefferson Farfán ở phút thứ 86 trong trận đấu với Anzhi Makhachkala. Vào ngày 1 tháng 7, Lokomotiv Moscow thông báo rằng Kvaratskhelia đã rời câu lạc bộ sau khi hết hạn cho mượn. Sau khi mất Kvaratskhelia, huấn luyện viên của Lokomotiv Moscow Yuri Semin cho biết ông rất thất vọng sau khi không đạt được thỏa thuận chuyển nhượng vĩnh viễn với Kvaratskhelia vì Semin coi anh ấy là người cực kỳ tài năng.

### Rubin Kazan

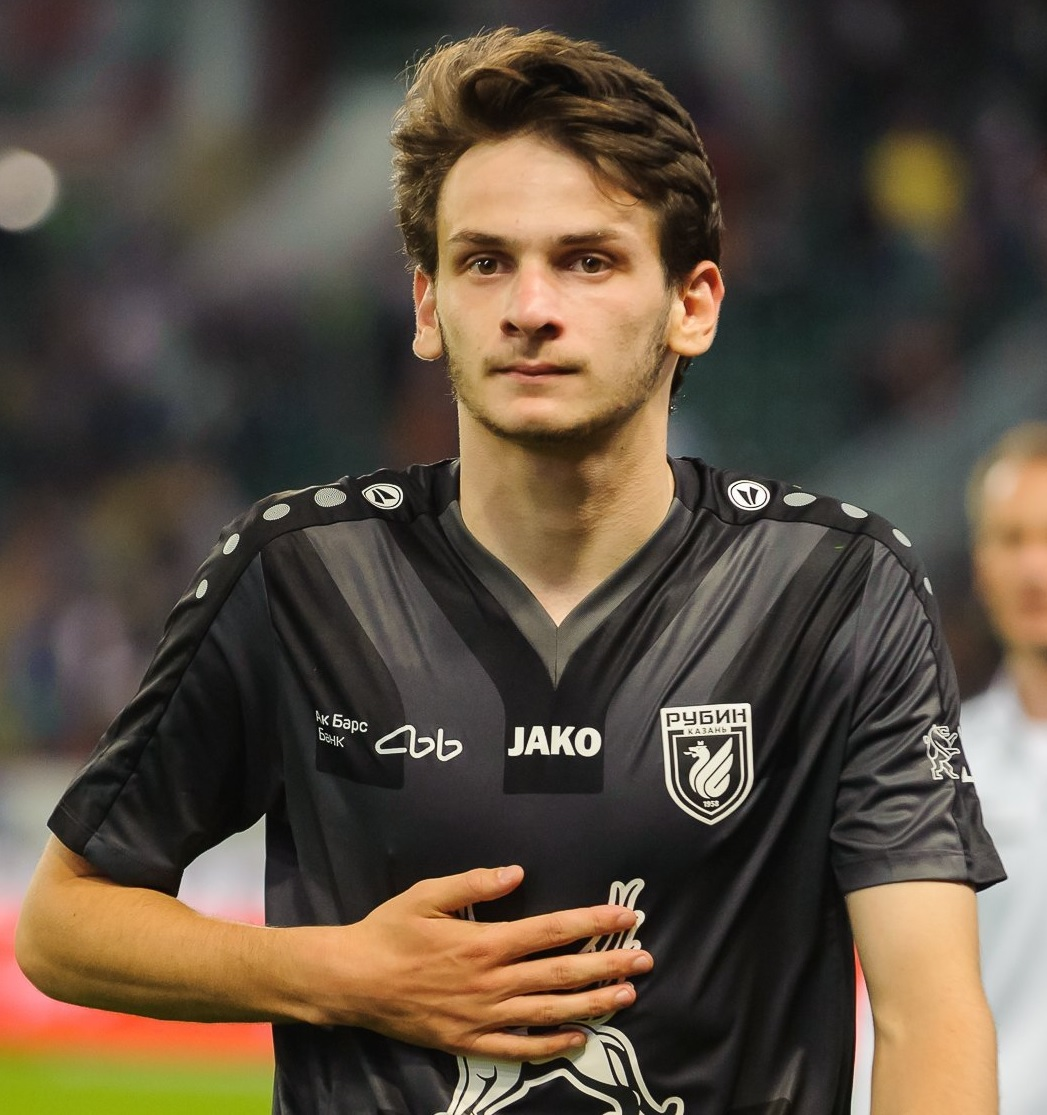
Kvaratskhelia trong màu áo Rubin Kazan năm 2019

Vào ngày 6 tháng 7 năm 2019, Kvaratskhelia đã ký hợp đồng 5 năm với Rubin Kazan. Anh ấy chơi trận đầu tiên vào ngày 15 tháng 7 với câu lạc bộ trước đó của anh ấy là Lokomotiv, vào sân thay người trong hiệp hai và ghi bàn gỡ hòa trong trận hòa 1–1. Kvaratskhelia được người hâm mộ Rubin vinh danh là cầu thủ xuất sắc nhất trận đấu trên trang web chính thức của câu lạc bộ.
Nhìn chung, việc mua anh ấy được một số hãng truyền thông Nga ca ngợi là thành công chuyển nhượng chính của Rubin, người đã chứng kiến giá trị thị trường của cầu thủ này tăng gấp 5 lần chỉ trong một mùa giải từ tháng 6 năm 2019 đến tháng 6 năm 2020. Dựa trên số phiếu bầu của những người ủng hộ Rubin, Kvaratskhelia đã bốn lần giành được đề cử Cầu thủ của tháng vào năm 2020–21, cụ thể là vào tháng 8, tháng 9, tháng 10 và tháng 4.
Vào đầu năm 2021, L'Equipe đã công bố danh sách 50 cầu thủ xuất sắc nhất sinh ra trong thế kỷ 21, với Kvaratskhelia là cầu thủ RPL duy nhất được đưa vào.

### Dinamo Batumi
Vào ngày 7 tháng 3 năm 2022, FIFA thông báo rằng, do cuộc xâm lược của Nga vào Ukraina, các cầu thủ nước ngoài ở Nga có thể đơn phương đình chỉ hợp đồng của họ cho đến ngày 30 tháng 6 và được phép ký hợp đồng với các câu lạc bộ bên ngoài nước Nga cho đến cùng ngày. Vào ngày 24 tháng 3 năm 2022, Rubin Kazan thông báo rằng hợp đồng của Kvaratskhelia đã bị đình chỉ. Cùng ngày, anh gia nhập Dinamo Batumi của Gruzia.
Kvaratskhelia đã tham gia 11 trận đấu với Dinamo Batumi, ghi 8 bàn và có 2 pha kiến tạo. Erovnuli Liga đã vinh danh anh ấy là cầu thủ xuất sắc nhất vòng hai của mùa giải, trùng với khoảng thời gian từ tháng Tư đến tháng Bảy.

### Napoli
Vào ngày 1 tháng 7 năm 2022, đội bóng Serie A Napoli xác nhận việc ký hợp đồng với Kvaratskhelia đến năm 2027 từ Dinamo Batumi với mức phí được báo cáo là 10–12 triệu euro. Kvaratskhelia ra mắt câu lạc bộ vào ngày 15 tháng 8, trong ngày thi đấu đầu tiên của Serie A gặp Hellas Verona; anh đã ghi bàn và kiến tạo trong chiến thắng 5–2. Anh ấy ghi hai bàn trong trận đấu tiếp theo với Monza vào ngày 21 tháng 8, lập cú đúp đầu tiên ở Serie A trong chiến thắng 4–0. Sau những trận đấu này, Kvaratskhelia đứng đầu danh sách vua phá lưới Serie A, trở thành cầu thủ đầu tiên trong lịch sử Napoli ghi ba bàn trong hai trận mở màn giải đấu. Ngoài ra, anh còn được vinh danh là Cầu thủ xuất sắc nhất tháng của Serie A vào tháng 8 năm 2022.

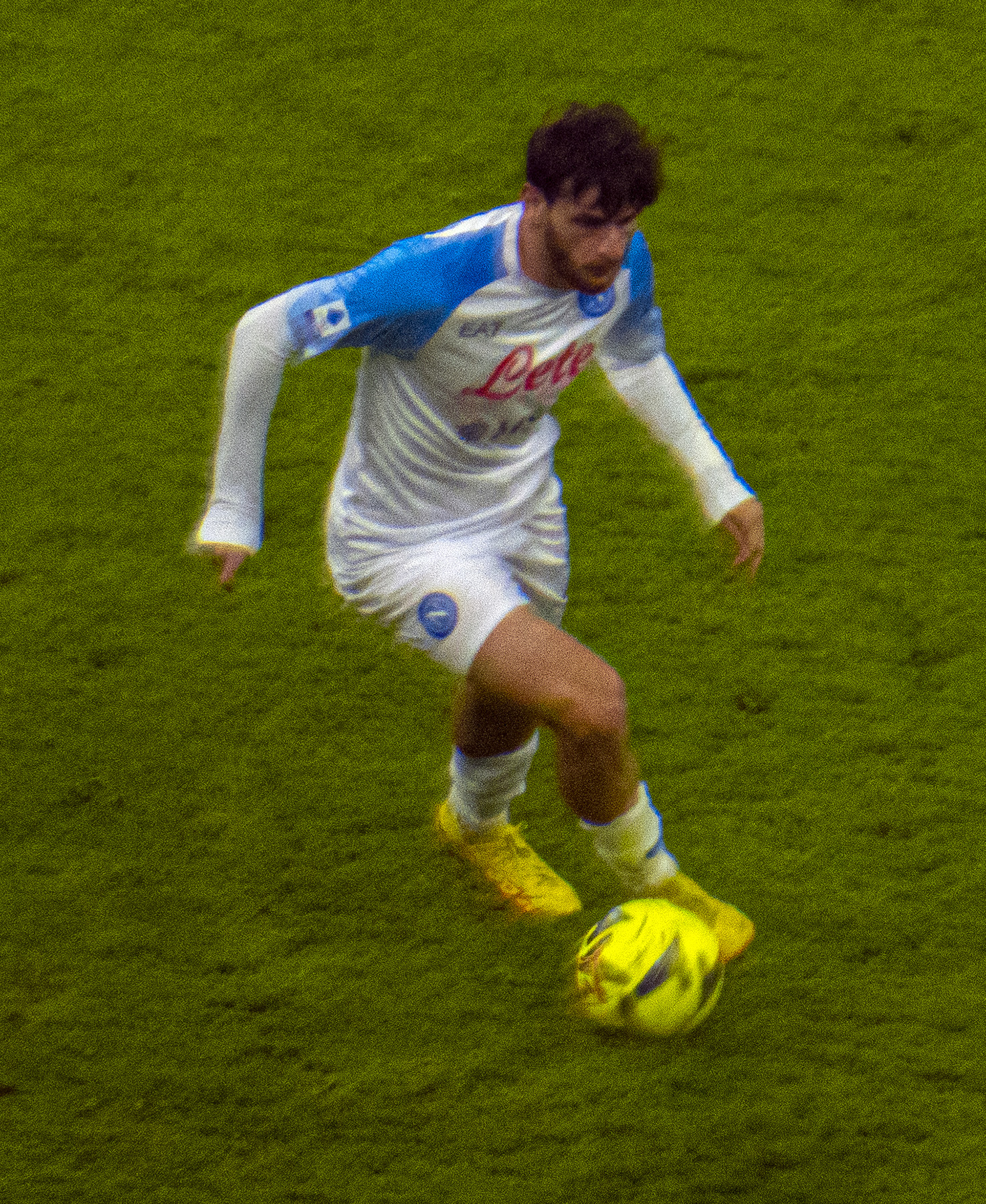
Kvaratskhelia chơi cho Napoli năm 2023

Vào ngày 4 tháng 10, anh ghi bàn thắng đầu tiên tại Champions League trong chiến thắng 6–1 trước Ajax. Với một bàn thắng khác và một pha kiến tạo trong trận lượt về một tuần sau đó, Kvaratskhelia được vinh danh là Cầu thủ xuất sắc nhất trận, và được đưa vào đội thi đấu của tuần. Với ba bàn thắng và một pha kiến tạo trong tháng 2 năm 2023, Kvaratskhelia lần thứ hai được vinh danh là Cầu thủ xuất sắc nhất tháng của Serie A, trở thành cầu thủ đầu tiên giành được giải thưởng này nhiều lần trong cùng một mùa giải. Tháng tiếp theo, anh ấy được công nhận nhiều hơn khi nhận được một giải thưởng Cầu thủ xuất sắc nhất tháng của Serie A, một danh hiệu tương tự từ Italian Footballers' Association và giải thưởng Bàn thắng đẹp nhất tháng của Serie A cho pha lập công tuyệt vời trong chiến thắng 2–0 trước Atalanta vào ngày 11 tháng 3.

## Sự nghiệp quốc tế
Kvaratskhelia ra mắt đội tuyển quốc gia Gruzia vào ngày 7 tháng 6 năm 2019, đá chính ở vòng loại Euro 2020 trước Gibraltar. Vào ngày 14 tháng 10 năm 2020, anh ghi bàn thắng quốc tế đầu tiên trong trận hòa 1–1 tại UEFA Nations League với Bắc Macedonia. Vào ngày 28 tháng 3 năm 2021, Kvaratskhelia ghi bàn vào lưới Tây Ban Nha, tiếp theo là một bàn thắng khác ba ngày sau đó vào lưới Hy Lạp. Ngày 11 tháng 11 năm 2021, cú đúp của Kvaratskhelia giúp Gruzia thắng Thụy Điển.
Anh đã ghi ba bàn trong bốn trận của giai đoạn đầu tiên của Nations League 2022–23, và đứng đầu danh sách các cầu thủ trong hai đề cử, bao gồm cả trong bảng xếp hạng chung. Trong hai trận đấu mùa thu còn lại, Kvaratskhelia đã ghi thêm hai bàn nữa, giúp anh trở thành cầu thủ Gruzia ghi nhiều bàn thắng nhất trong giải đấu này. whoscored.com đã vinh danh anh ấy trong Đội hình tiêu biểu cả vào tháng 6 và tháng 9 và trao cho anh ấy điểm đánh giá theo mùa cao nhất (8,2) trong số các cầu thủ của Hạng đấu C.

## Đời tư
Khvicha là con trai của cựu cầu thủ bóng đá Badri Kvaratskhelia. Anh có hai em trai, và em trai Tornike (sinh năm 2010) cũng chơi bóng đá. Anh được đặt biệt danh là "Kvaradona" theo tên của huyền thoại Diego Maradona của Napoli, do cả hai đều có phong cách rê bóng rất giống nhau.

## Thống kê sự nghiệp

### Câu lạc bộ
Tính đến ngày 13 tháng 7 năm 2025
| Câu lạc bộ              | Mùa giải            | Giải đấu               | Giải đấu | Giải đấu | Cúp quốc gia | Cúp quốc gia | Châu lục | Châu lục | Khác | Khác | Tổng cộng | Tổng cộng |
| Câu lạc bộ              | Mùa giải            | Hạng đấu               | Trận     | Bàn      | Trận         | Bàn          | Trận     | Bàn      | Trận | Bàn  | Trận      | Bàn       |
| ----------------------- | ------------------- | ---------------------- | -------- | -------- | ------------ | ------------ | -------- | -------- | ---- | ---- | --------- | --------- |
| Dinamo Tbilisi          | 2017                | Erovnuli Liga          | 4        | 1        | 1            | 0            | —        | —        | —    | —    | 5         | 1         |
| Rustavi                 | 2018                | Erovnuli Liga          | 18       | 3        | 0            | 0            | —        | —        | —    | —    | 18        | 3         |
| Lokomotiv Moscow (mượn) | 2018–19             | Russian Premier League | 7        | 1        | 3            | 0            | —        | —        | —    | —    | 10        | 1         |
| Rubin Kazan             | 2019–20             | Russian Premier League | 27       | 3        | 1            | 0            | —        | —        | —    | —    | 28        | 3         |
| Rubin Kazan             | 2020–21             | Russian Premier League | 23       | 4        | 0            | 0            | —        | —        | —    | —    | 23        | 4         |
| Rubin Kazan             | 2021–22             | Russian Premier League | 19       | 2        | 1            | 0            | 2        | 0        | —    | —    | 22        | 2         |
| Rubin Kazan             | Tổng cộng           | Tổng cộng              | 69       | 9        | 2            | 0            | 2        | 0        | 0    | 0    | 73        | 9         |
| Dinamo Batumi           | 2022                | Erovnuli Liga          | 11       | 8        | —            | —            | —        | —        | —    | —    | 11        | 8         |
| Napoli                  | 2022–23             | Serie A                | 34       | 12       | 0            | 0            | 9        | 2        | —    | —    | 43        | 14        |
| Napoli                  | 2023–24             | Serie A                | 34       | 11       | 1            | 0            | 8        | 0        | 2    | 0    | 45        | 11        |
| Napoli                  | 2024–25             | Serie A                | 17       | 5        | 2            | 0            | —        | —        | —    | —    | 19        | 5         |
| Napoli                  | Tổng cộng           | Tổng cộng              | 85       | 28       | 3            | 0            | 17       | 2        | 2    | 0    | 107       | 30        |
| Paris Saint-Germain     | 2024–25             | Ligue 1                | 14       | 4        | 2            | 0            | 9        | 3        | 7    | 1    | 32        | 8         |
| Paris Saint-Germain     | 2025–26             | Ligue 1                | 0        | 0        | 0            | 0            | 0        | 0        | 0    | 0    | 0         | 0         |
| Paris Saint-Germain     | Tổng cộng           | Tổng cộng              | 14       | 4        | 2            | 0            | 9        | 3        | 7    | 1    | 32        | 8         |
| Tổng cộng sự nghiệp     | Tổng cộng sự nghiệp | Tổng cộng sự nghiệp    | 208      | 54       | 11           | 0            | 28       | 5        | 9    | 1    | 256       | 60        |

1. ↑  Số lần ra sân tại UEFA Europa Conference League
2. 1 2 3  Số lần ra sân tại UEFA Champions League
3. ↑  Số lần ra sân tại Supercoppa Italiana
4. ↑  Số lần ra sân tại FIFA Club World Cup

### Sự nghiệp quốc tế
Tính đến ngày 23 tháng 3 năm 2025
| Đội tuyển quốc gia | Năm       | Trận | Bàn |
| ------------------ | --------- | ---- | --- |
| Gruzia             | 2019      | 1    | 0   |
| Gruzia             | 2020      | 4    | 1   |
| Gruzia             | 2021      | 7    | 4   |
| Gruzia             | 2022      | 7    | 5   |
| Gruzia             | 2023      | 9    | 5   |
| Gruzia             | 2024      | 12   | 2   |
| Gruzia             | 2025      | 1    | 1   |
| Tổng cộng          | Tổng cộng | 41   | 18  |

Tỷ số và kết quả liệt kê bàn thắng của Georgia được kiểm trước, cột tỷ số cho biết tỷ số sau mỗi bàn thắng của Kvaratskhelia.
| #  | Ngày                 | Địa điểm                                            | Đối thủ       | Bàn thắng | Kết quả | Giải đấu                      |
| -- | -------------------- | --------------------------------------------------- | ------------- | --------- | ------- | ----------------------------- |
| 1  | 14 tháng 10 năm 2020 | Toše Proeski Arena, Skopje, Bắc Macedonia           | Bắc Macedonia | 1–0       | 1–1     | UEFA Nations League 2020–21   |
| 2  | 28 tháng 3 năm 2021  | Boris Paichadze Dinamo Arena, Tbilisi, Gruzia       | Tây Ban Nha   | 1–0       | 1–2     | Vòng loại FIFA World Cup 2022 |
| 3  | 31 tháng 3 năm 2021  | Sân vận động Toumba, Thessaloniki, Hy Lạp           | Hy Lạp        | 1–1       | 1–1     | Vòng loại FIFA World Cup 2022 |
| 4  | 11 tháng 11 năm 2021 | Sân vận động Batumi, Batumi, Gruzia                 | Thụy Điển     | 1–0       | 2–0     | Vòng loại FIFA World Cup 2022 |
| 5  | 11 tháng 11 năm 2021 | Sân vận động Batumi, Batumi, Gruzia                 | Thụy Điển     | 2–0       | 2–0     | Vòng loại FIFA World Cup 2022 |
| 6  | 2 tháng 6 năm 2022   | Boris Paichadze Dinamo Arena, Tbilisi, Gruzia       | Gibraltar     | 1–0       | 4–0     | UEFA Nations League 2022–23   |
| 7  | 5 tháng 6 năm 2022   | Huvepharma Arena, Razgrad, Bulgaria                 | Bulgaria      | 4-1       | 5–2     | UEFA Nations League 2022–23   |
| 8  | 9 tháng 9 năm 2022   | Toše Proeski Arena, Skopje, Bắc Macedonia           | Bắc Macedonia | 2–0       | 3–0     | UEFA Nations League 2022–23   |
| 9  | 23 tháng 9 năm 2022  | Boris Paichadze Dinamo Arena, Tbilisi, Gruzia       | Bắc Macedonia | 2–0       | 2–0     | UEFA Nations League 2022–23   |
| 10 | 26 tháng 9 năm 2022  | Sân vận động Victoria, Gibraltar                    | Gibraltar     | 1–0       | 2–1     | UEFA Nations League 2022–23   |
| 11 | 12 tháng 10 năm 2022 | Sân vận động Mikheil Meskhi, Tbilisi, Gruzia        | Thái Lan      | 8–0       | 8–0     | Giao hữu                      |
| 12 | 15 tháng 10 năm 2022 | Sân vận động Mikheil Meskhi, Tbilisi, Gruzia        | Síp           | 2–0       | 4–0     | Vòng loại UEFA Euro 2024      |
| 13 | 16 tháng 11 năm 2023 | Dinamo Arena, Tbilisi, Gruzia                       | Scotland      | 1–0       | 2–2     | Vòng loại UEFA Euro 2024      |
| 14 | 16 tháng 11 năm 2023 | Dinamo Arena, Tbilisi, Gruzia                       | Scotland      | 2–1       | 2–2     | Vòng loại UEFA Euro 2024      |
| 15 | 19 tháng 11 năm 2023 | Sân vận động José Zorrilla, Valladolid, Tây Ban Nha | Tây Ban Nha   | 1–1       | 1–2     | Vòng loại UEFA Euro 2024      |
| 16 | 26 tháng 6 năm 2024  | Arena AufSchalke, Gelsenkirchen, Đức                | Bồ Đào Nha    | 1–0       | 2–0     | UEFA Euro 2024                |
| 17 | 7 tháng 9 năm 2024   | Sân vận động Mikheil Meskhi, Tbilisi, Gruzia        | Séc           | 1–0       | 4–1     | UEFA Nations League 2024–25   |
| 18 | 23 tháng 3 năm 2025  | Boris Paichadze Dinamo Arena, Tbilisi, Gruzia       | Armenia       | 6–1       | 6–1     | UEFA Nations League 2024–25   |

## Danh hiệu
Lokomotiv Moscow
- Russian Cup: 2018–19[54]

Napoli
- Serie A: 2022–23,[55] 2024–25[55]

Paris Saint-Germain
- Ligue 1: 2024–25[56]
- Coupe de France: 2024–25[57]
- UEFA Champions League: 2024–25[58]
- UEFA Super Cup: 2025[59]
- FIFA Club World Cup á quân: 2025[60]

### Cá nhân
- Russian Premier League Cầu thủ trẻ xuất sắc nhất: 2019–20, 2020–21[61]
- Russian Premier League Cầu thủ cánh trái xuất sắc nhaat: 2020–21[62]
- Cầu thủ xuất sắc nhất của Gruiza: 2020,[63] 2021,[64] 2022[65]
- Cầu thủ xuất sắc nhất tháng của Serie A: Tháng 8 2022,[66] Tháng 2 2023,[35] Tháng 3 2023[67]
- Serie A Bàn thắng của tháng: Tháng 3 2023[68]
- Serie A Cầu thủ đắt giá nhất: 2022–23[69]
- Serie A Đội hình của mùa giải: 2022–23[70]
- Serie A Cầu thủ kiến tạo nhiều nhất: 2022–23[71]
- Serie A Bàn thắng của mùa giải: 2022–23[72]
- Cầu thủ trê xuất sắc nhất mùa giải UEFA Champions League: 2022–23[73]